# John of the Cross Chang Yik
John of the Cross Chang Yik (ur. 20 listopada 1933 w Seulu, zm. 6 sierpnia 2020 w Chuncheon) – koreański duchowny rzymskokatolicki, w latach 1994–2010 biskup Chuncheon.

## Życiorys
Święcenia kapłańskie przyjął 30 marca 1963. 11 listopada 1994 został prekonizowany biskupem Chuncheon. Sakrę biskupią otrzymał 14 grudnia 1994. W latach 2006-2008 był przewodniczącym Konferencji Episkopatu Korei. W 2006 został mianowany administratorem apostolskim Hamhŭng, pozostał nim do 2010. 28 stycznia 2010 przeszedł na emeryturę.